# Красайка
Красайка (баш. Ҡарасәй) — река в Ишимбайском районе Башкортостана, приток Зигана. Речная система: Зиган → Белая → Кама → Волга.
Начинается у д. Алмалы к востоку от горы Ияртау. Протекает возле д. Васильевка, где принимает приток, далее течет Калмаково и впадает в Зиган.